# Campos de concentración en Corea del Norte
En Corea del Norte se encuentran varios campos de concentración cuyas condiciones sanitarias y saludables son criticadas por asociaciones de derechos humanos. En ellos, los internos son objetos de torturas y tratamiento inhumano, y en ocasiones se realizan ejecuciones públicas o secretas en los casos de que alguien pretenda fugarse. Las fuentes indican a que la mortalidad es muy alta a causa de la hambruna, enfermedades, accidentes laborales y/o tortura.
Sin embargo, desde el Gobierno de Corea del Norte se niega estas acusaciones alegando que tales acciones "están penadas por ley", no obstante, antiguos prisioneros testifican sobre los diferentes reglamentos de las prisiones. Aun así el Gobierno rechaza dar cualquier información sobre los presos que permitan contradecir las críticas, aunque, según declaraciones de un detractor norcoreano, las autoridades consideraron invitar a una delegación de la ONU a visitar el Campo de concentración de Yodok.
Lee Soon-ok, presa política, dio testimonio del trato recibido por el sistema penitenciario norcoreano en 2002 en la Cámara de Representantes de Estados Unidos: "Soy testigo de que la mayoría de los 6.000 reclusos que había cuando llegué en 1987, fallecieron a causa de las severas condiciones". Otros presos que dieron su testimonio fueron Kang Chol-hwan y Shin Dong-hyuk.
Estas declaraciones coinciden con el de un guardia retirado del Campo 22: Ahn Myong Chol, quien declaró: "[los guardias] son entrenados para tratar a los detenidos como si se tratasen de una subespecie humana" y respecto a los niños: "alguno de ellos peleaban para conseguir una semilla de entre el estiércol de una vaca.
Los campos están divididos en dos categorías dependiendo si son destinados para presos políticos (Kwan li-so en coreano) o para reeducación (Kyo-hwa-so).

## Campos de internamiento para prisioneros políticos
Estos campos albergan presos acusados de "ofensas políticas" o de "deslealtad" hacia las autoridades. Están dirigidas por el Departamento de Seguridad Estatal. Los detenidos suelen ser condenados por asociación y son deportados junto con sus familias (padres, hijos, hermanos o gemelos, abuelos y nietos) sin pasar por un juicio. Una vez condenados, la condena es perpetua para todos.
Los campos de internamiento están localizados en las regiones central y nordeste de Corea del Norte en zonas montañosas completamente aisladas del mundo exterior. Se estima que el número total de reclusos es de entre 150.000 y 200.000.
Los prisioneros deben afrontar su condena mediante trabajos forzados en la minería y agricultura en condiciones infrahumanas. Ejemplo son las raciones nimias alimenticias, por lo que no es raro encontrar al borde de la inanición. En consecuencia, un gran número de presos fallece con cifras estimadas del 40%. Otros tantos son discapacitados físicos tras haber sufrido un accidente, congelación o ser sometido bajo tortura.
En un principio hubo alrededor de doce campos de internamiento. Sin embargo algunos fueron cerrados, como el de Onsong tras producirse un motín en 1987, que terminó con alrededor de 5.000 fallecidos (véase la lista al final del artículo), o el de Hoeryong en 2012. Hoy en día existen cuatro en activo, los cuales se pueden ver vía satélite.

### Campos
| Campo                                              | Localización                  | Área km² | Capacidad | Observaciones                                   |
| -------------------------------------------------- | ----------------------------- | -------- | --------- | ----------------------------------------------- |
| Campo de concentración de Kaechon (Kwan-li-so 14)  | Kaechon, P'yŏngan del Sur     | 155 km²  | 150 000   | Zona minera                                     |
| Campo de concentración de Hwasong (Kwan-li-so 16)  | Myonggan, Hamgyŏng del Sur    | 549 km²  | 10 000    | Cerca de Mantapsan                              |
| Campo de concentración de Pukchang (Kwan-li-so 18) | Pukchang, P'yŏngan del Sur    | 73 km²   | 50 000    | Zona revolucionaria, nivel máximo de vigilancia |
| Campo de concentración de Chongjin (Kwan-li-so 25) | Ch'ŏngjin, Hamgyŏng del Norte | 0,25 km² | + 3000    | Estilo penitenciario                            |

### Reportes
El periodista surcoreano: Kang Chol-hwan, antiguo interno en el campo de Yodok escribió The Aquariums of Pyongyang, donde relata sus vivencias como preso. Shin Dong-hyuk, activista proderechos humanos fue la única persona conocida capaz de escapar del Campo de Kaechon, también relató su experiencia.

## Campos de reeducación
Los campos de reeducación están dirigidos por el Ministerio de Seguridad Popular. En estas instalaciones se pueden encontrar tanto a internos condenados por crímenes comunes como por políticos. En la mayoría de casos, son condenados por acusaciones falsas después de "confesar" bajo tortura.
En Corea del Norte, los crímenes políticos varían gradualmente según el delito (desde intentar cruzar la frontera a cualquier perturbación del orden) y las sentencias a aplicar son rigurosas.
Dichos campos son grandes complejos rodeados por grandes muros. La situación de los internos es similar a la de los presos políticos: trabajos forzados y torturas en caso de no cumplir con la cuota. En ocasiones son confinados en celdas lo suficientemente pequeñas para estar de pie o tumbarse.
A diferencia de los destinados a presos políticos, en estos, los internos son adoctrinados en la ideología tras el trabajo y forzados a memorizar discursos de Kim Il-sung y Kim Jong-il. Muchos  presos son condenados por delitos punibles en demás países, sin embargo, otros han sido arrestados por robar en momentos de necesidad económica.

### Campos
| Campo                                          | Localización                 | Área km² | Capacidad | Observaciones                                           |
| ---------------------------------------------- | ---------------------------- | -------- | --------- | ------------------------------------------------------- |
| Campo de reeducación de Kaechon Kyo-hwa-so 1   | Kaechon, P'yŏngan del Sur    |          | 6000      |                                                         |
| Campo de reeducación de Sinuiju Kyo-hwa-so 3   | Sinuiju, P'yŏngan del Norte  |          | 2500      | Cerca de la frontera con China                          |
| Campo de reeducación de Kangdong Kyo-hwa-so 4  | Kangdong, Pionyang           |          | 7000      | A 30 km de Pionyang                                     |
| Campo de reeducación de Ryongdam Kyo-hwa-so 8  | Chonnae, Kangwon             |          | 3000      |                                                         |
| Campo de reeducación de Chungsan Kyo-hwa-so 11 | Chungsan, P'yŏngan del Sur   |          | 3300      | Mayoría de presos son repatriados acusados de deserción |
| Campo de reeducación de Chongori Kyo-hwa-so 12 | Hoeryong, Hamgyŏng del Norte |          | 2000      | Mayoría de presos son repatriados acusados de deserción |
| Campo de reeducación de Hamhung Kyo-hwa-so 15  | Hamhung, Hamgyŏng del Sur    |          | 500       | Antigua prisión colonial                                |
| Campo de reeducación de Oro Kyo-hwa-so 22      | Yonggwang, Hamgyŏng del Sur  |          | 6000      |                                                         |
| Campo de reeducación de Tanchon Kyo-hwa-so 77  | Tanchon, Hamgyŏng del Sur    |          | 6000      |                                                         |
| Campo de reeducación de Hoeryong Kyo-hwa-so    | Hoeryong, Hamgyŏng del Norte |          | 1500      |                                                         |

### Reportes
Lee Soon-ok, activista proderechos humanos escribió Eyes of the Tailless Animals: Prison Memoirs of a North Korean Woman, donde detalla su estancia en uno de los campos.

## Campos cerrados
Algunos campos de concentración han sido cerrados por diversos motivos, como por ejemplo su proximidad con la frontera de China.

### Campos
| Campo                                            | Localización               | Área km² | Capacidad | Observaciones |
| ------------------------------------------------ | -------------------------- | -------- | --------- | --- |
| Campo de concentración de Onsong (Kwan-li-so 12) | Onsong, Hamgyong del Norte |          | 15 000    | Cerrado en 1989 por su proximidad con la frontera de China. Los prisioneros fueron trasladados al campo de reeducación de Hoeryong. |